# Valentin Przybylski
Valentin Przybylski (* 16. Oktober 1906 in Dortmund; † unbekannt) ab Anfang der 1930er Jahre nur Valentin; gelegentlich auch V. Valentin, Valentin Valentin oder Tullux Valentin war ein deutscher Fußballspieler, der mit dem FC Schalke 04 dreimal Deutscher Meister und einmal Pokalsieger wurde.

## Karriere
Valentin Przybylski, von Beruf Lagerist, spielte spätestens seit 1926 und bis 1938 beim FC Schalke 04. Als linker Läufer war er einer der Garanten für die Erfolge der frühen 1930er Jahre. Er stand sowohl im verlorenen Finale gegen Fortuna Düsseldorf 1933 wie auch in den Endspielen der beiden ersten deutschen Meisterschaften der Schalker 1934 und 1935 im Team der „Knappen“. Dabei leitete er 1934 den Spielzug zum Siegtreffer Ernst Kuzorras in der letzten Spielminute ein. Insgesamt stand er für die Blauen in 45 Gauligaspielen, in denen er ein Tor erzielte, und in 33 Endrundenspielen auf dem Platz. 1930 gehörte er zu den 14 Spielern, die vom Westdeutschen Spielverband zu „Profis“ erklärt und gesperrt wurden, weil sie für Training und Spiele Geld erhalten hatten; nach einem knappen Jahr wurden sie begnadigt.
Przybylskis Vater, gebürtig aus dem Kreis Schrimm, war aus der preußischen Provinz Posen ins Ruhrgebiet übergesiedelt. Anfang der 1930er Jahre legte Valentin seinen polnischen Nachnamen ab und „ließ sich nur noch beim Vornamen nennen.“
Der Überlieferung nach sorgte der mit Spitznamen „Valli“ oder „Tullux“ gerufene Przybylski im Jahr 1926 dafür, dass Ernst Kuzorra – einer der wichtigsten Schalker Spieler der 1930er und 1940er Jahre und eine der wichtigsten Persönlichkeiten im Verein auch danach – beim FC Schalke blieb, anstatt zur Polizeischule Münster und zum Verein SC Münster 08 zu gehen, indem er dessen Vorvertrag beim SC 08 zerriss. Ohne Kuzorra und somit ohne Przybylski hätte es möglicherweise die späteren Erfolge der Mannschaft gar nicht gegeben.
Valentin verließ den FC Schalke 04 1938 in Richtung Wuppertal, wo er noch beim SC Sonnborn 07 aktiv war. Nach dem Krieg war er als Trainer tätig.